# Editorial Estrada

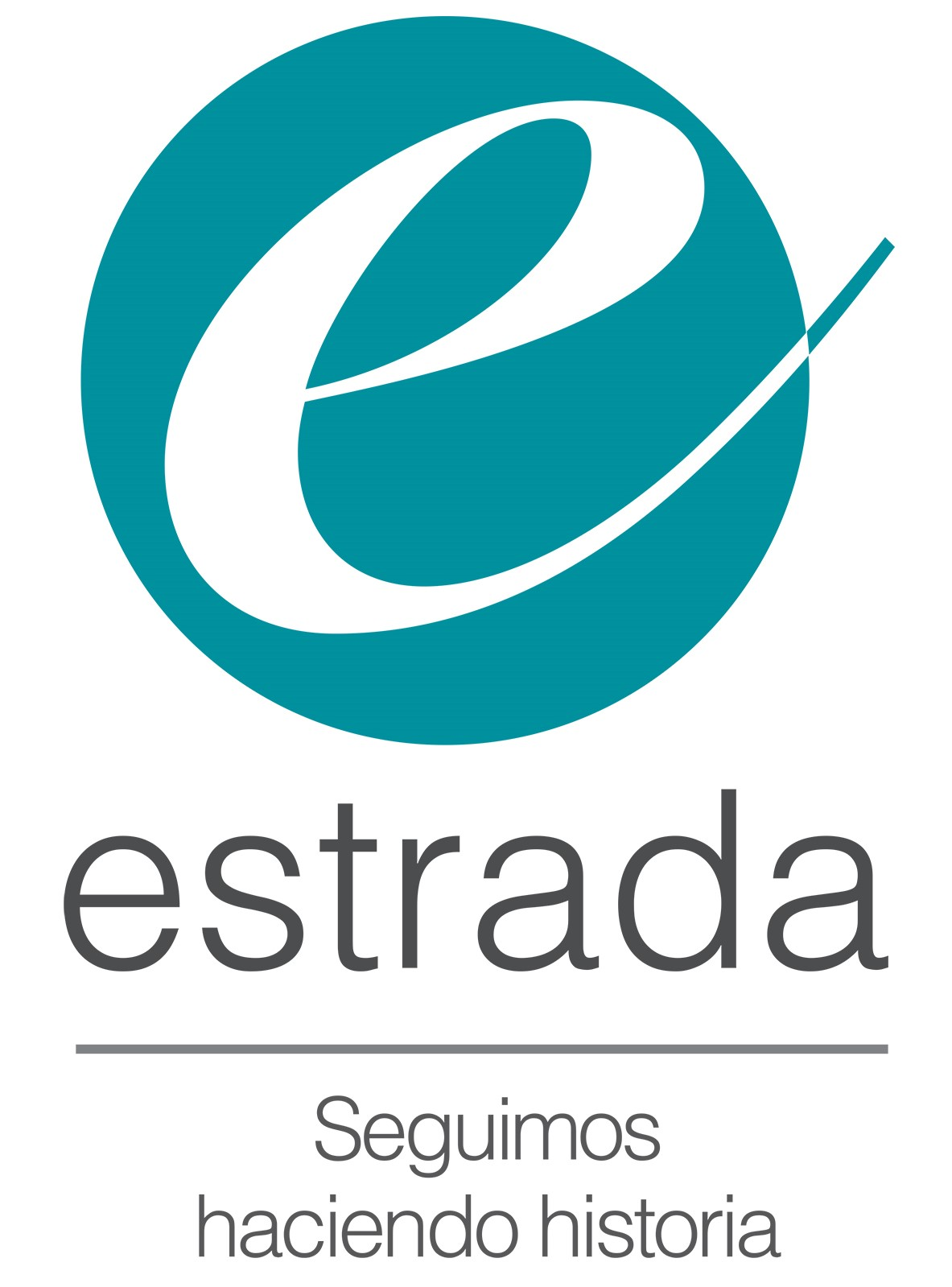
Logo actual de la Editorial Estrada

Editorial Estrada es una editorial argentina especializada en libros educativos y en literatura infantil y juvenil. Fue fundada por Ángel de Estrada (1840-1918) el 27 de noviembre de 1869 en la Ciudad de Buenos Aires.

## Historia

### Orígenes de la editorial

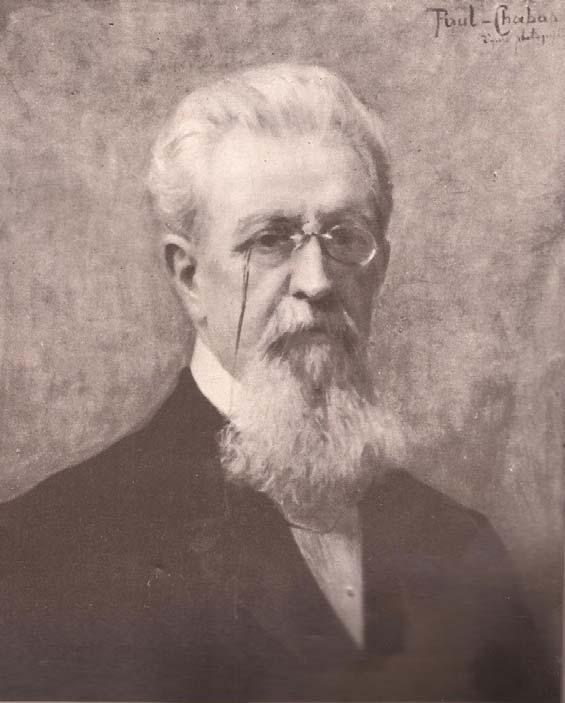
Ángel de Estrada (1840-1918)

A fines de la década de 1860, la Argentina se encontraba bajo la presidencia de Domingo Faustino Sarmiento, quien, preocupado por el desarrollo y la organización nacional, focalizó muchas de sus decisiones en medidas que favorecieron la expansión del sistema educativo. Esto generó las condiciones para que la producción de libros, de elementos didácticos y de papeles y materiales para la industria gráfica pudiera desarrollarse en el país, en lugar de importarse, como se hacía hasta el momento.
En 1869, Ángel de Estrada fundó una empresa comercial, origen de la casa editora que, tres años después, comenzó a publicar obras propias. Desde la calle Moreno 225, en la Ciudad de Buenos Aires, Ángel Estrada y Cía. focalizó sus objetivos en la búsqueda de soluciones para los problemas que afectaban a la enseñanza, como la falta de libros acordes a los programas educativos y de material didáctico adecuado: mapas, láminas o ilustraciones.
Dos años después de su fundación, la empresa amplió sus actividades con el establecimiento de la Fundición Nacional de Tipos para Imprenta, primera en su género en Argentina y de donde salieron los elementos tipográficos requeridos por imprentas y talleres periodísticos.

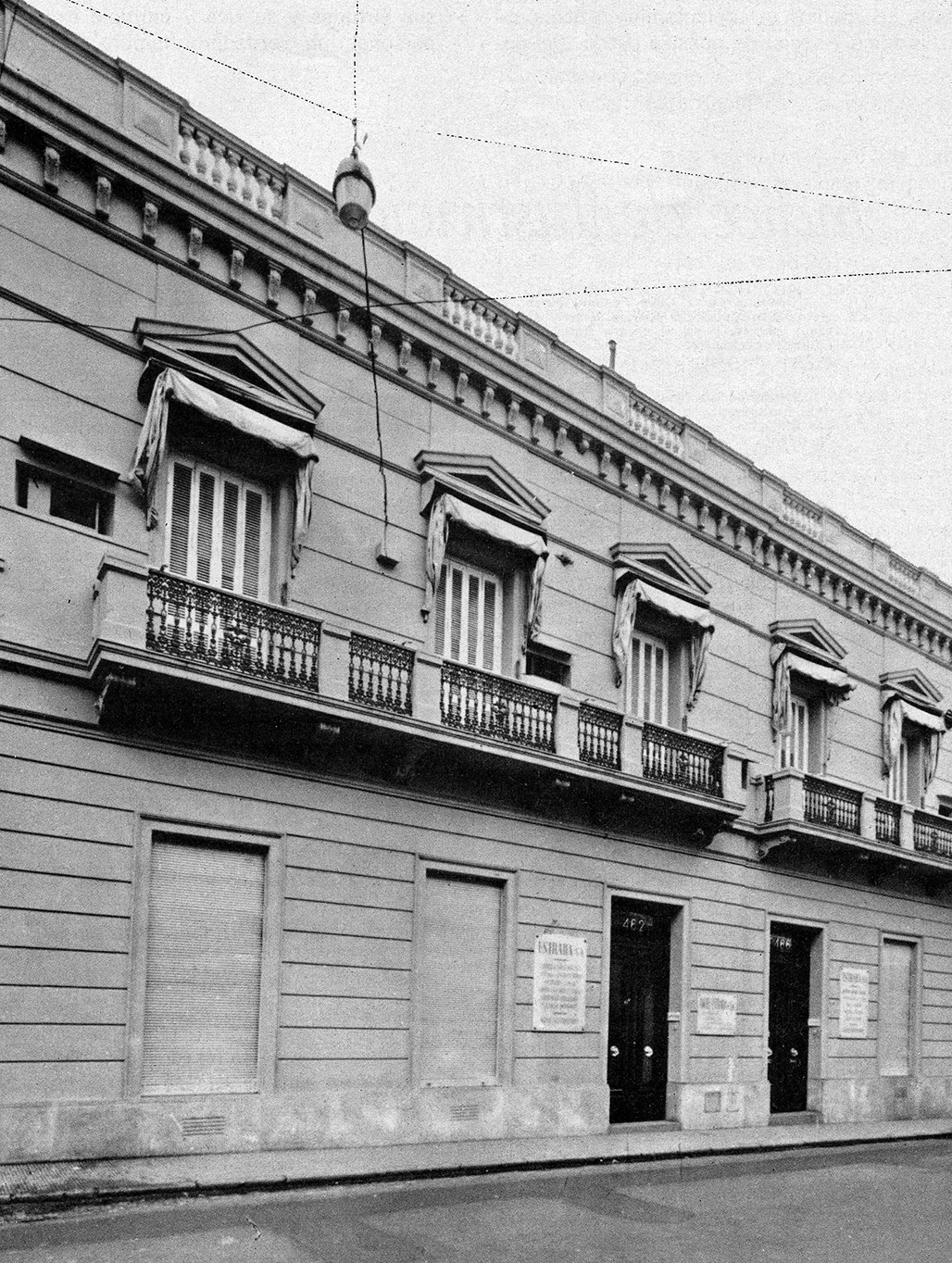
Casa del Virrey Liniers, en la calle Bolívar, Ciudad de Buenos Aires.

En 1878, Ángel de Estrada trasladó las oficinas de la empresa editora a la planta baja de su propia casa, ubicada en Bolívar 462, un terreno adyacente a la Casa de Liniers o Casa del Virrey (hoy Casa del Historiador). Allí contaba con locales mucho más amplios y en ese sitio permaneció la empresa durante los siguientes 130 años.

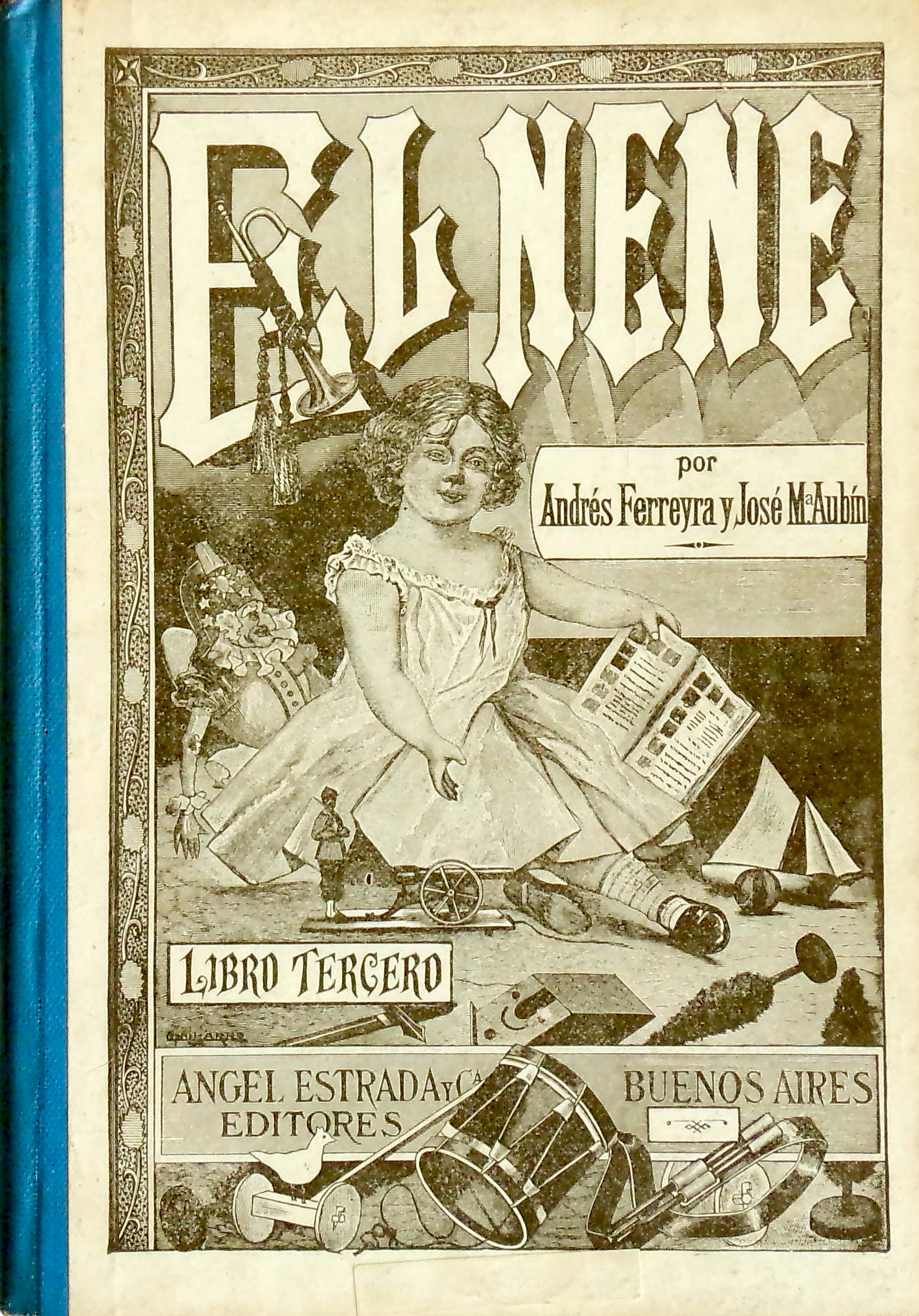
El nene, de A. Ferreyra, Editorial Estrada

Durante este período, se publicaron obras de Ángel Graffigna, Francisco Berra, Carlos M. Vergara y Ernesto A. Bavio, entre otros; y materiales didácticos como Curso Gradual de Gramática Castellana, Nociones de Geografía Universal, Curso de Pedagogía y, en 1895, el primer libro de lectura de la editorial: El Nene, de Andrés Ferreyra.

### La etapa de don Tomás E. de Estrada (1904-1932)
Entre 1904 y 1932, la conducción de la empresa estuvo en manos de Tomás Eduardo de Estrada, quien también fue director y presidente del Banco de la Nación Argentina en los primeros años del siglo siglo XX, presidente de la Archicofradía del Santísimo Sacramento de la Catedral de Buenos Aires y del Jockey Club de Buenos Aires, y miembro de la Legislatura de la provincia de Buenos Aires. Durante este período se dio forma a una antología publicada poco antes del centenario de 1910 con el título Lecturas Argentinas.
En 1914, comenzó a difundirse La Base, de José A. Natale, quien proponía un nuevo método de iniciación en la lectura, a partir de la estructura fonética de la palabra.

### Ángel Estrada y Cía., S. A. (1932-2007)
En 1932 asumió la dirección Tomás Justiniano de Estrada, quien transformó a la empresa en una sociedad anónima (Ángel Estrada y Cía., Editorial, Comercial e Importadora S.A.), y amplió la labor editorial con publicaciones pedagógicas y de cultura general, junto a nuevas líneas de elementos didácticos y productos de uso escolar.
En este período se posibilitó la exportación a varios países americanos, y en 1982 se inauguró una nueva planta de producción en la provincia de La Rioja.
Algunas publicaciones de esta época son: Manual de la Constitución Argentina, de Joaquín V. González; La Ciudad Indiana, de Juan Agustín García, y Jugando con Matemática, de Nelly V. de Tapia, entre otros.
También se publicaron colecciones literarias como “Biblioteca de Clásicos Argentinos”, a cargo de Julio Noé, cuyo primer volumen fue Juvenilia, de Miguel Cané; “Clásicos Castellanos”, dirigida por Manuel Mujica Láinez, y “Cuentos para seguir contando”, que introdujo la edición de literatura infantil ya no con un fin didáctico, sino estético o recreativo.

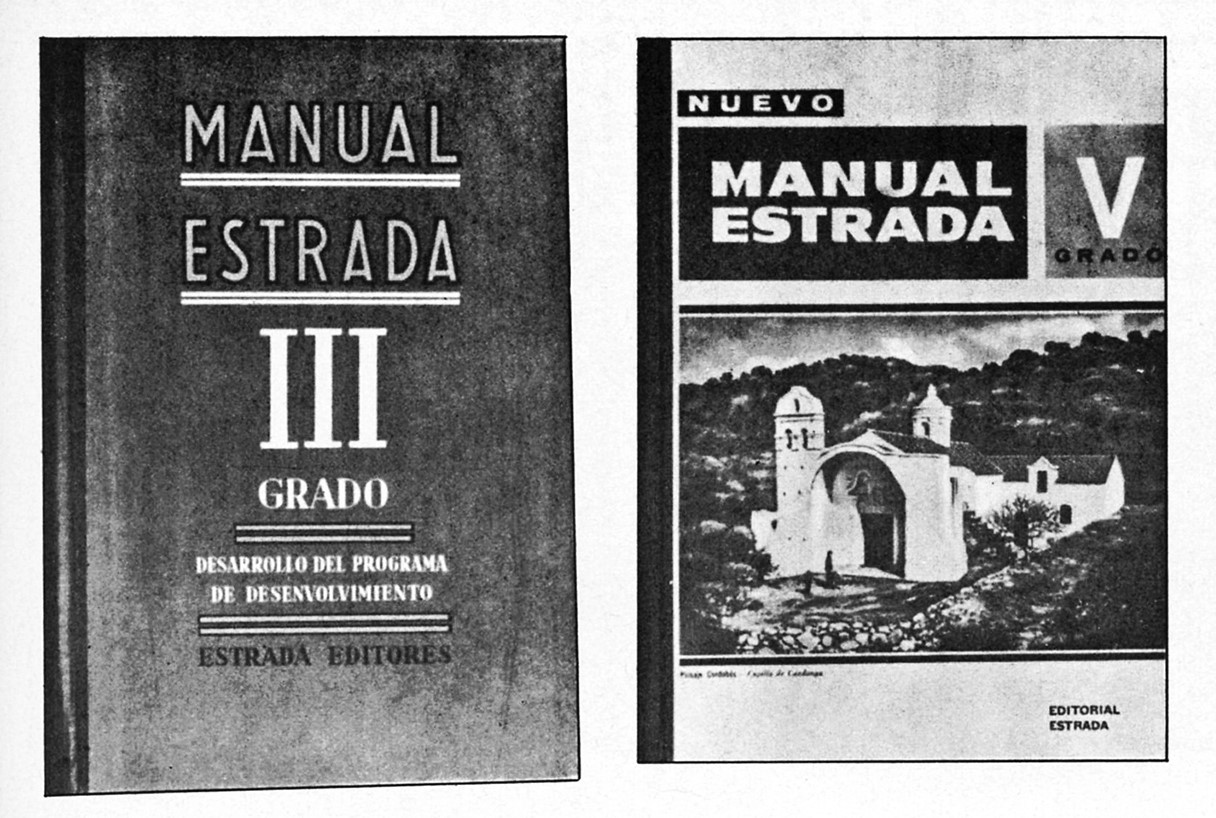
Primeros Manuales Estrada

Surgen en esta etapa los Manuales Estrada, primeros en desarrollar todos los temas incluidos en los programas de enseñanza en un único volumen para cada nivel. Comenzaron a circular por las escuelas primarias desde comienzos de la década de 1950 y su uso se generalizó.

### En la actualidad

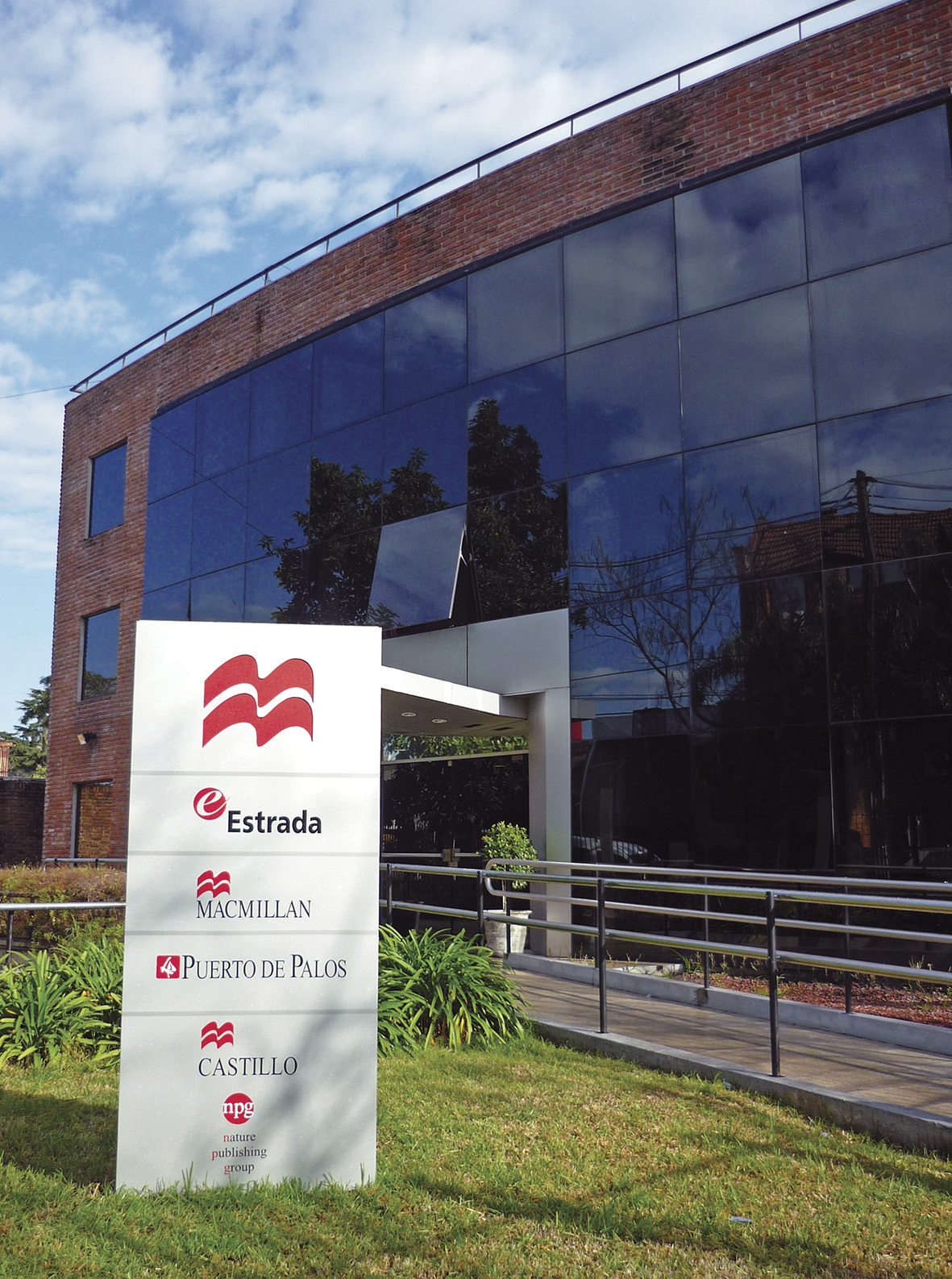
Actual emplazamiento de Editorial Estrada en Boulogne, Provincia de Buenos Aires

En 2007, la editorial fue comprada por Macmillan Publishers, una firma de origen escocés controlada, a su vez, por el grupo alemán de medios Verlagsgruppe Georg von Holtzbrinck. En 2008 la empresa se trasladó a un nuevo edificio ubicado en San Isidro, en la zona norte de la provincia de Buenos Aires.
En 2015, la empresa Macmillan se fusionó con Springer Science+Business Media y crearon Springer Nature.
En la actualidad, Editorial Estrada publica libros escolares para los tres niveles de la educación obligatoria (inicial, primaria y secundaria), y una colección de literatura infantil y juvenil llamada “Azulejos”.

## Libros publicados
Entre los libros publicados por Editorial Estrada se destacan:
- Curso de pedagogía (1886) y Varios asuntos de política doméstica y educación[11] (1890), de José María Torres.
- El nene (1895), de Andrés Ferreyra.
- La ciudad indiana[12] (1900), de Juan Agustín García, libro clásico renovador de las ideas dominantes a comienzos del siglo siglo XX acerca de la sociedad de Buenos Aires bajo el régimen español.
- El mosaico argentino[13] (1904), de J. B. Igón, que contenía fragmentos seleccionados sobre historia patria, geografía local, historia natural, higiene, astronomía, ejemplos morales, poesía, modelos de correspondencia epistolar y formularios comerciales.
- Nuestra patria[14] (1910), de Carlos Octavio Bunge, un libro de lectura para los grados superiores de la escuela primaria.
- La base (1914), de José Natale.
- El escolar activo[15] (1936), de Aglae y Matilde Chalde.
- Hermanito (1936), de Luis Arena, que responde a la enseñanza de la lectura y escritura por el método de la palabra generadora.
- Pedagogía general y Psicología infantil (1937), Didáctica general y especial del Lenguaje y la Matemática y Didáctica especial(1939), obras del educador Hugo Calzetti.
- Barquitos (1942), de Fryda Shultz de Mantovani.
- Mamita, de Clotilde Guillén de Rezzano y Aglae y Matilde Chalde (1944), un libro para la enseñanza de la lectura por el sistema global, conforme con los principios de la nueva pedagogía del momento.
- Colorín, de Lidia Alcántara y Raquel Lomazzi (1951), libro de lectura inicial con un método ecléctico.
- Manual Estrada (1951), que reunía en un único volumen todas las áreas o asignaturas. Fue reeditado posteriormente como Nuevo Manual Estrada.
- Girasoles (1956), de Sara Figún y Elisa Moraglio.
- Elementos de Lógica moderna y Filosofía (1965), de María Angélica y Julio César Colacili de Muro.
- Mi amigo Gregorio (1968), de Aldonza Frontini de Ferrari y Elena Trogliero de Lagomarsino, un nuevo método para aprender a leer.
- Aire libre (1973), libro de lectura de María Elena Walsh.
- Al margen de las ediciones estrictamente didácticas, Editorial Estrada ha publicado una serie de colecciones literarias. En 1938 se inició la “Colección Estrada”, con volúmenes de bolsillo que reunían obras y antologías de grandes escritores universales, prologados y anotados. En 1939 se inició la “Biblioteca de clásicos argentinos”, que incluía obras del pensamiento nacional, las letras, la historia y el derecho. La colección “Clásicos castellanos”, bajo la dirección de Manuel Mujica Láinez, publicó obras maestras de la literatura española.
- En 1969 se inició la publicación de una “Biblioteca de ciencias de la educación", dirigida por Luis Jorge Zanotti,[16] con el libro Fundamentos constitucionales del sistema educativo argentino, de Enrique Mario Mayochi[17] y Alfredo Manuel van Gelderen.[18] Otros títulos de esta biblioteca fueron: Planeamiento del aprendizaje en la escuela de nuestro tiempo, de Jorge C. Hansen; La explosión escolar, de Louis Cros; y La enseñanza de las ciencias, de Germán Rafael Gómez.
- Otros títulos destacados fueron Cuaderno de la Lengua, de Elsa Risso de Sperber; Elementos de Lógica moderna y Filosofía, de Julio Colacili; Introducción a la Filosofía, de Ismael Quiles; Jugando con Matemática, de Nelly V. de Tapia; y los atlas Geografía universal Estrada, Atlas del potencial argentino y Atlasmundo Estrada.
- En 1975, con la colección “Cuentos para seguir contando”, comenzó la edición de libros de literatura para niños. En ella se publicaron textos de autores como María Elena Walsh, Sara Gallardo, Carlos Joaquín Durán,[19] Silvina Ocampo, Lino Palacio y Beatriz Ferro,[20] entre otros.
- Ya en el siglo siglo XXI, se desarrollaron numerosas series para el aula de los distintos niveles de la educación.[21] Se creó, además, una colección de literatura infantil y juvenil llamada “Azulejos”, organizada en varias series, de acuerdo con la edad del posible lector y que publica autores clásicos, como Lewis Carroll, Oscar Wilde y Robert L. Stevenson, y contemporáneos, como Horacio Clemente,[22] Patricia Suárez, Ricardo Mariño y Fernando Sorrentino, entre otros.